# Tres Cantos
Tres Cantos là một đô thị trong Cộng đồng Madrid, Tây Ban Nha. Đô thị Tres Cantos có diện tích km², dân số theo điều tra năm 2010 của Viện thống kê quốc gia Tây Ban Nha là người. Đô thị Tres Cantos nằm ở khu vực có độ cao mét trên mực nước biển.